# Funcom
Funcom Productions A/S – norweska firma produkująca i wydająca gry komputerowe. Poza główną siedzibą w Oslo Funcom ma również oddziały w Stanach Zjednoczonych, Chinach, Szwajcarii i Kanadzie.
Założona przez Gaute Godagera w 1993 roku firma jest jednym z wiodących niezależnych producentów i wydawców gier na świecie i, prawdopodobnie, największym w Europie. Funcom skupia się głównie na PC, choć wydał również gry na konsole takie jak Super NES, Sega Saturn, Sega Genesis i Xbox.
W grudniu 2005 roku Funcom jako pierwszy norweski producent gier trafił na Giełdę Papierów Wartościowych w Oslo (Oslo Stock Exchange).

## Znane gry
The Longest Journey: Najdłuższa podróż – gra przygodowa wyprodukowana przez Ragnara Tørnquista, bardzo dobrze przyjęta zarówno przez graczy, jak i przez krytyków. Gra została wydana w siedmiu językach: angielskim, norweskim, francuskim, holenderskim, szwedzkim, polskim i hiszpańskim.
Anarchy Online – uznana przez krytyków gra MMORPG, zdobyła 20 międzynarodowych nagród. Gra została rozszerzona o kilka dodatków: The Notum Wars, Alien Invasion, Shadowlands i Lost Eden. Dostępna jest również powieść o prehistorii planety oraz płyta CD z muzyką.
Wiosną 2006 roku firma wydała na PC i Xboksa sequel gry The Longest Journey o nazwie Dreamfall: The Longest Journey.
W 2008 roku Funcom wydał grę MMORPG na PC i konsole: Age of Conan: Hyborian Adventures. Jej fabuła toczy się w świecie Conana Barbarzyńcy.

## Wydane gry
- The Secret World (PC)
- Age of Conan: Hyborian Adventures (PC)
- Dreamfall: The Longest Journey (PC, Xbox – 2006)
- No Escape (PC – 2000)
- The Longest Journey: Najdłuższa podróż (PC – 2000)
- Anarchy Online (PC – 2001)
- Speed Freaks, znana również jako Speed Punks (PlayStation)
- Casper (Sega Saturn)
- CMX (PlayStation)
- Winter Gold (Super Nintendo)
- Daze before Christmas (Genesis)
- Samurai Shodown (Sega CD)
- NBA Hangtime (Genesis)
- Fatal Fury Special (Sega CD)
- Nightmare Circus (Genesis)
- Disney’s Pocahontas (Genesis)
- A Dinosaur's Tale (Genesis)
- Conan Exiles (PC, PlayStation 4, Xbox One – 2018)[2]